# ختمی درختی
ختمی درختی، ختمی سوریه‌ای درختی (نام علمی: hibiscus syriacus) درختچه‌ای زینتی است با گل‌های سفید درشت و مرکز قرمز و زرد به صورت مسطح. ارتفاع آن در حدود ۳ متر است و فصل گل‌دهی آن اواخر تابستان است. ختمی‌های درختی سوریه‌ای گل سفید را باید در اوایل بهار یا اواخر پاییز کاشت. ازدیاد و تکثیر از طریق کاشت بذر در اواخر زمستان یا قلمه‌های نیمه رسیده‌ای انجام می‌شود که در تابستان گرفته می‌شود و در خاکی شنی یا ماسه‌ای کاشته می‌شوند. این گیاه به هرس مختصری نیاز دارد.

## گل ملی
ختمی درختی گل ملی کشور کره جنوبی است.